# Hamidische Bloedbaden
De Massamoorden op de Armeniërs in 1894-1896 of de Hamidische Bloedbaden verwijzen naar een reeks van grootschalige misdaden gepleegd tegen de met name Armeense christenen in het Ottomaanse Rijk. Ze vonden plaats in het midden van de jaren 90 van de 19e eeuw, tijdens het bewind van sultan Abdülhamit II, die in Europa de bijnaam Rode Sultan droeg. Het bijvoeglijk naamwoord verwijst naar het bloed dat aan zijn handen kleefde omdat hij de moorden had bevolen. De motieven van de sultan waren gelegen in het streven naar het pan-islamisme als ideologie van zijn rijk, om zo de spiraal van de neergang van het Ottomaans Rijk te doorbreken. De massamoorden waren vooral gericht tegen de Armeense bevolking, maar ook Aramese christenen werden slachtoffer van de pogroms, zoals in Diyarbakır waar 25.000 christenen werden afgeslacht. De slachting begon in 1894, nam in de jaren 1895-1896 in hevigheid toe en verminderde geleidelijk in 1897 onder druk van internationale veroordelingen. Het aantal doden is niet precies vast te stellen, maar de schattingen lopen uiteen van minstens 80.000 tot maximaal 300.000.
De massamoorden worden veelal beschouwd als voorspel op de Armeense Genocide.

## Achtergrond

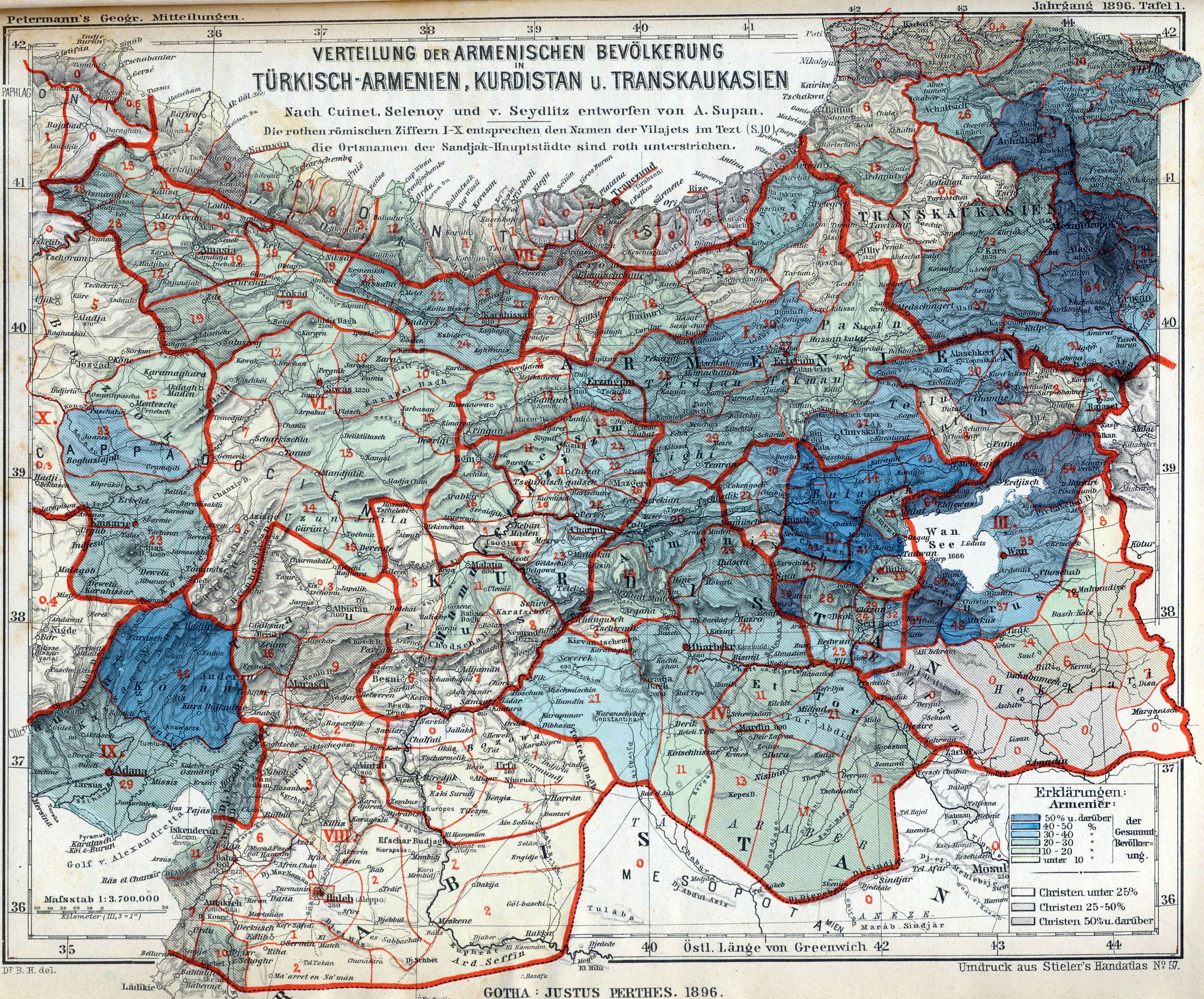
Duitse kaart uit de 19e eeuw met het bevolkingsaandeel van Armeniërs

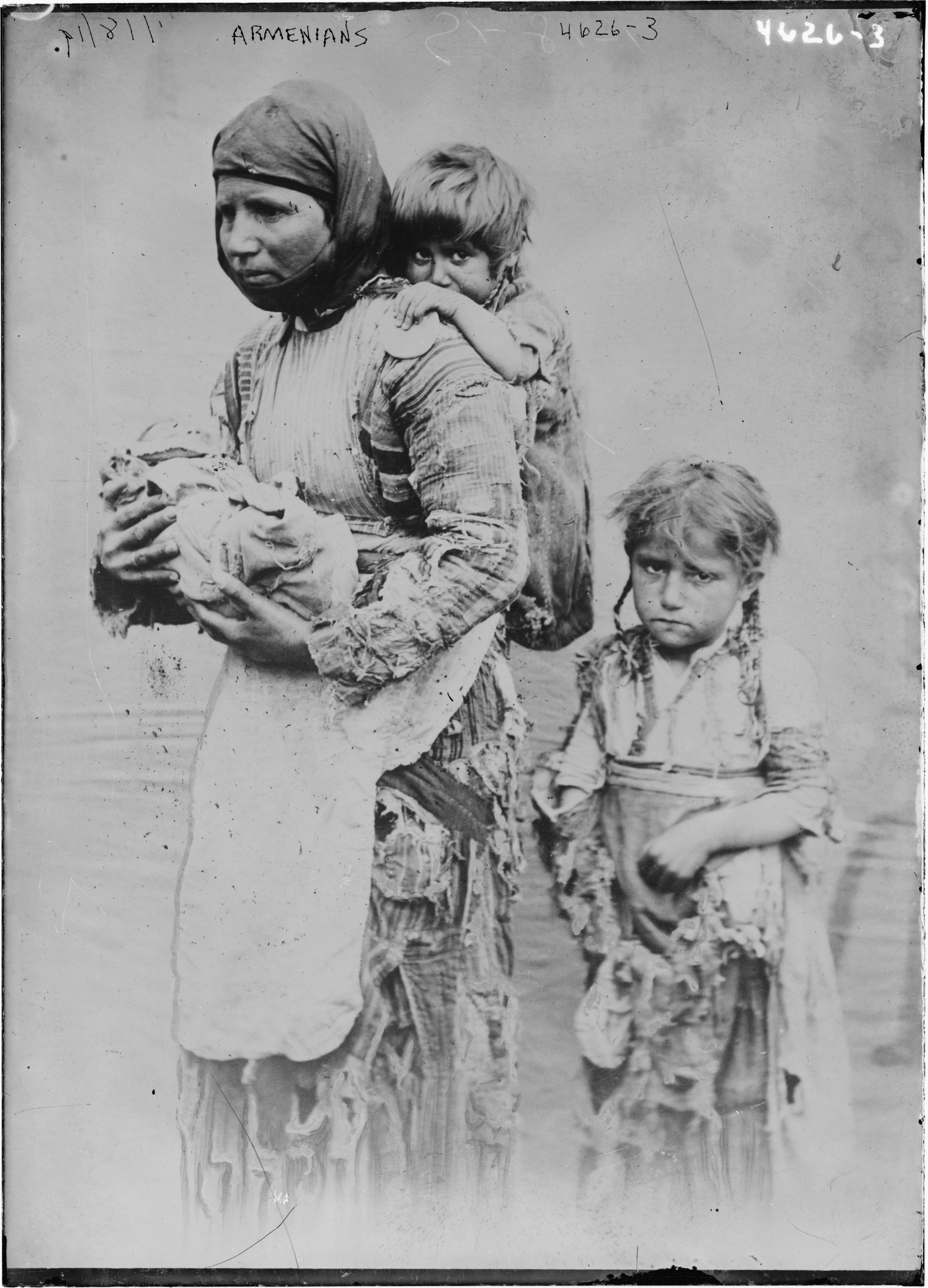
Armeense weduwe met kinderen uit Geghi. Na de moord op haar man in de nasleep van de Armeense slachtingen van 1894-1896 was zij na een lange tocht uit haar woonplaats aangekomen in Kharphert op zoek naar hulp van missionarissen.

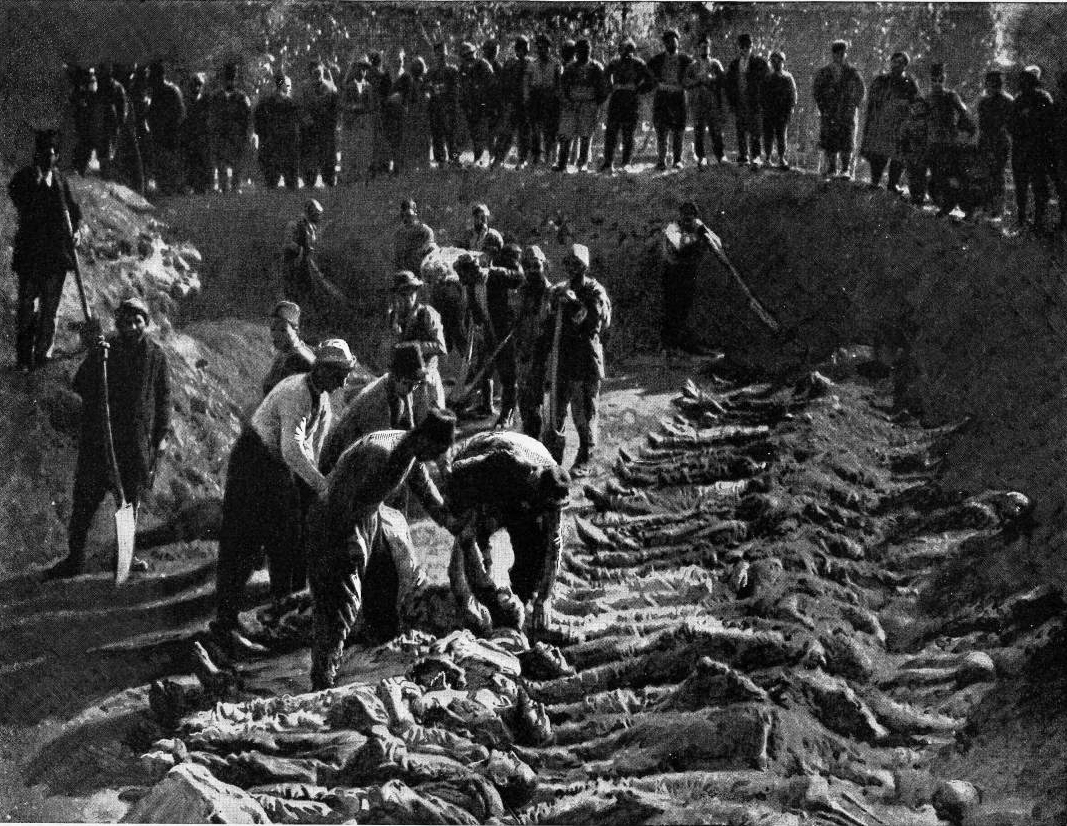
Het begraven van slachtoffers in een massagraf te Erzurum

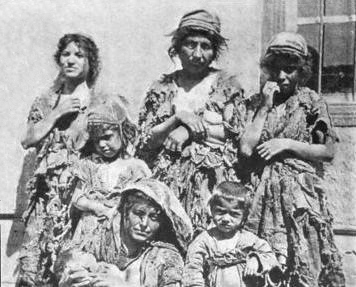
Armeense weduwen en wezen

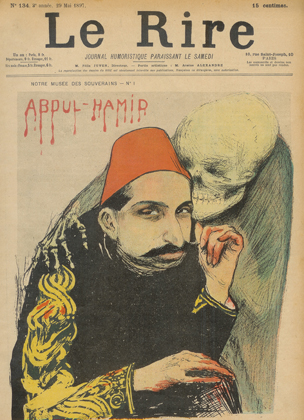
Franse spotprent van de Rode Sultan in Le Rire, Parijs, 1897

De vijandigheid tegenover de christelijke minderheden gedijde naarmate de positie van het Ottomaanse Rijk tijdens het laatste kwart van de 19e eeuw verslechterde. Nadat de Tanzimaathervormingen van 1839 en 1856 op niets uitliepen, kwamen de Grieken, Roemenen, Bulgaren en de Balkanvolken in opstand tegen het nog feodaal geregeerde rijk. Het Ottomaanse Rijk zag zich geconfronteerd met bewegingen die autonomie of onafhankelijkheid eisten.
Europese mogendheden als Rusland, Verenigd Koninkrijk, Frankrijk en Oostenrijk-Hongarije probeerden politiek maximaal voordeel te trekken uit het uiteenvallende Ottomaanse Rijk om hun invloedssferen uit te breiden. Daarbij hadden de Europese mogendheden ieder een eigen agenda en werden overeenkomsten met het Ottomaanse Rijk niet geschuwd. Zo sloot het Verenigde Koninkrijk een heimelijk verdrag met de Ottomanen. In ruil voor Cyprus zegde het Verenigde Koninkrijk het Ottomaanse Rijk steun toe tijdens het aanstaande Congres van Berlijn en beloofde het Verenigd Koninkrijk militaire bijstand voor het geval Rusland oostelijke gebieden van het Ottomaanse Rijk zou inlijven. Een oprechte betrokkenheid met het trieste lot van de christelijke volken in het Ottomaanse Rijk kreeg in de politiek van de West-Europese mogendheden lang niet altijd voorrang.
Sinds de vroege jaren 60 drongen de als dhimmi's (tweederangsburgers) behandelde Armeniërs aan op hervormingen en een aan moslims gelijkwaardige behandeling. De Armeense Gemeenschapsraad had in het begin van de jaren 1870 een lange lijst van grieven opgesteld en in de vorm van een rapport aan de regering aangeboden. Het Ottomaanse Rijk zag in het streven naar meer rechten en minder achterstelling voor christenen een bedreiging voor het islamitische karakter van het Rijk. De Ottomaanse heersers putten zich uit in het toezeggen van hervormingen aan Armeniërs, maar die werden even zo vaak niet uitgevoerd. De Russische overwinning in de oorlog van 1877-1878 deed onder Armeniërs de hoop op een snelle bevrijding aanwakkeren. Het Congres van Berlijn bepaalde echter dat het grootste deel van de gebieden waar Armeniërs de meerderheid van de bevolking uitmaakten onder het juk van het Ottomaanse Rijk bleven.
Als Europese mogendheden de machtshebber van het Ottomaanse Rijk herinnerden aan de afspraken met de Armeniërs, werden de hervormingen nogmaals geformuleerd, maar in plaats van ze te implementeren volgden steeds weer nieuwe vormen van onderdrukking. In 1880 werd het gebruik van de naam Armenië verboden, er kwam een verbod op Armeens onderwijs, het bezit van Armeense geschriften werd strafbaar gesteld en ook in rijksdelen waar Armeniërs numeriek de meerderheid vormden werden vrijwel uitsluitend orthodoxe moslims in ambtelijke functies benoemd. Om van de Armeense meerderheden in de Oost-Anatolische regio's minderheden te maken werd er een islamitische migratiepolitiek gevoerd, werden vilajets gereorganiseerd en werden provinciedistricten met een grote Armeense bevolking gevoegd bij provinciedistricten met een grotere islamitische bevolking. Een heus leger aan spionnen controleerde de naleving van de maatregelen en tienduizenden Armeniërs werden gearresteerd, gemarteld of vermoord.
Dit alles had tot gevolg dat de sociale onrust onder Armeniërs toenam. In Merzifon (1892) en Tokat (1893) vonden er Armeense protesten plaats tegen de plunderingen van Armeens bezit en het wederrechtelijk afnemen van grond, de onregelmatigheden bij belastingheffing en de weigering om christenen als getuigen in processen toe te laten. De sultan was evenwel niet van plan om toe te geven. Osman Nuri, de Turkse historicus en biograaf van Abdülhamid, merkte op dat alleen al het noemen van het woord hervorming hevige irritaties en criminele instincten bij de sultan opriep.

## Sason
De toenemende vervolging versterkte de nationalistische sentimenten onder de Armeniërs. In 1894 kwam het in het district Sason in de provincie Batman tot het eerste gewapende verzet van enige betekenis. Leidende personen als Mihran Damadian en Hampartsoum Boyadjian moedigden het verzet aan om weerstand te bieden tegen de dubbele heffing van belasting (belasting aan het Rijk en de als christen te betalen beschermingsbelasting aan de Koerden) en de Ottomaanse repressie. De Armeense Revolutionaire Federatie begon de bevolking in de regio te bewapenen maar de ongelijke strijd en de Turkse toezegging dat men in aanmerking kwam voor amnestie haalden de Armeniërs over om de wapens neer te leggen. Geheel volgens de Ottomaanse traditie kwam men de toezeggingen niet na en in plaats daarvan werd de Armeense gemeenschap van Sason uitgemoord.
In antwoord op de gebeurtenissen in Sason hitste ook de gouverneur van Muş de moslims tegen de Armeniërs op. De historicus lord Kinross schreef dat dergelijke moordpartijen vaak werden ingezet met een bijeenkomst in de plaatselijke moskee, waar de verzamelde moslims werd voorgehouden dat de Armeniërs zich ten doel stelden om de islam aan te vallen. Het was geen toeval dat de moordpartijen vaak begonnen na een eerste signaal na het vrijdaggebed; de moorden stopten weer na een tweede signaal. Na Sason verspreidde het geweld jegens de christenen als snel naar vrijwel alle steden met grote Armeense gemeenschappen in het Ottomaanse Rijk.
De Turken bleken meesters in het verdraaien van de feiten. Op de moord op duizenden Armenïërs in het district Muş volgde de Turkse verklaring dat een aantal Armeense rovers en een oproerige bende Koerden brand hadden gesticht en veel islamitische dorpen hadden geplunderd. De slachtoffers werden daders en de daders werden slachtoffers, de Ottomaanse troepen deden niets anders dan de orde herstellen.

## De slachtingen
In oktober 1895 dwongen de grootmachten Rusland, Frankrijk en Groot-Brittannië de sultan een hervormingenpakket te ondertekenen waarin de bevoegdheden van de Hamidiye-regimenten werden verminderd. Maar ook deze hervormingen zouden nooit worden geïmplementeerd. Op 1 oktober 1895 trok een menigte van 2000 Armeniërs door de straten van Constantinopel om te pleiten voor een snelle invoering van de hervormingen, maar Ottomaanse politie-eenheden dreven de protestanten met geweld uiteen. Onmiddellijk vonden er nieuwe uitbarstingen van lynchpartijen op Armeniërs plaats, die uitwaaierden naar andere provincies met grote Armeense gemeenschappen: Bitlis, Diyarbakir, Erzurum, Elazığ, Sivas, Trabzon en Van. Duizenden werden gedood door hun islamitische buren of door regeringstroepen en velen stierven van ontbering tijdens de koude winter van 1895–1896. De Franse vice-consul van Diyarbakır, Gustave Meyrier, vertelde aan de diplomaat Paul Cambon over Armeense vrouwen en kinderen die werden mishandeld en gedood en beschreef de aanvallers als even laf als wreed: ze weigerden aan te vallen waar men in staat was zichzelf te verdedigden en concentreerden zich in plaats daarvan op weerloze districten.
Een van de grofste wreedheden vond plaats in Urfa, waar Ottomaanse troepen de kathedraal in brand staken waarin 3000 Armeense burgers waren gedreven en op iedereen schoten die probeerde te ontsnappen. Het moorden ging door tot 1897, toen de sultan de Armeense kwestie als opgelost verklaarde. Alle Armeense revolutionairen waren toen gedood of uitgeweken naar Rusland. De Ottomaanse regering liet Armeense verenigingen ontbinden en legde beperkingen op aan Armeense politieke bewegingen. Naast Armeniërs werden ook andere christelijke groepen aangevallen. Hamidiye-eenheden slachtten niet alleen Armeniërs af, maar ook Aramese christenen in Diyarbakir, Hasankeyf, Sivas en andere plaatsen in Anatolië.

## Het dodental
Het is onmogelijk om exacte cijfers van het aantal vermoorde Armeniërs te geven. Historici houden het aantal dodelijke slachtoffers echter op 80.000 tot 300.000.
Waarschijnlijk zijn de cijfers van neutrale partijen het betrouwbaarst. De Duitse priester Johannes Lepsius verzamelde op minutieuze wijze gegevens over de vernietiging. In zijn berekeningen werden er 88.243 Armeniërs vermoord, werden er door roof en plundering 546.000 christenen tot de bedelstaf veroordeeld, werden 2493 dorpen van de kaart geveegd en in 456 dorpen de bewoners onder dwang tot de islam bekeerd. Er werden volgens hem 649 kerken en kloosters ontheiligd of verwoest; daarvan werden er 328 omgebouwd tot moskeeën. Hij schatte ook een extra sterfte van 100.000-200.000 Armeniërs als gevolg van hongersnood en ziekte.
Aan de andere kant schatte de ambassadeur van Groot-Brittannië het aantal dodelijke slachtoffers onder de Armeniërs tot begin december 1895 al op 100.000, terwijl de moordpartijen ook in het daarop volgende jaar nog doorgingen.
Het Duitse Ministerie van Buitenlandse Zaken en de journalist Ernst Jäckh verklaarden dat er 200.000 Armeniërs waren vermoord, 50.000 verbannen en nog eens 1.000.000 van have en goed waren beroofd. De Franse diplomaat en historicus Pierre Renouvin vermeldde dezelfde aantallen en baseerde zich daarbij op inzage van authentieke documenten tijdens zijn dienst.
Het aantal vermoorde Aramese christenen wordt geschat op 25.000.

## De internationale reacties
De pogroms tegen christenen in Turkije schokten West-Europa en de Verenigde Staten. Dankzij de ontwikkeling van moderne communicatiemiddelen werden de gebeurtenissen snel bekend en breed in de pers uitgemeten.
De Franse ambassadeur beschreef Turkije als een land dat letterlijk in vlammen stond met overal bloedbaden waar zonder onderscheid alle christenen werden vermoord. Een Franse vice-consul verklaarde dat het Ottomaanse Rijk bezig was met een geleidelijk eliminatie van het christelijke volksdeel door de Koerdische stamhoofden een carte blanche te geven om te doen wat ze wilden, om zichzelf te verrijken ten koste van de christenen en om de grillen van hun mannen te bevredigen.
De New York Times berichtte op 10 september 1895 onder de kop Armeense holocaust, terwijl het tijdschrift Catholic World schreef: Niet alle parfum van Arabië kan de handen van Turkije schoon genoeg wassen om het nog langer te kunnen verdragen dat het (Turkije) de teugels van de macht kan houden over ook maar één centimeter christelijk grondgebied.
Op het hoogtepunt van de gruwelen in 1896 probeerde sultan Abdülhamid de invloed van de internationale protesten en informatie uit Turkije te beperken. Zo werd bijvoorbeeld het Amerikaanse weekblad Harper door de Ottomaanse censuur verboden vanwege het verslaan van de moorden. Ook probeerde de sultan via de aankoop van aandelen in gerenommeerde Europese tijdschriften de berichtgeving te beïnvloeden.
De vermaarde Schotse historicus William Mitchell Ramsay schreef in 1897 uitvoerig over de moordpartijen en besloot: "De Armeniërs zullen naar alle waarschijnlijkheid worden uitgeroeid, als het ze niet lukt te vluchten naar andere landen."
Zowel in Europa alsook in Amerika riepen de slachtingen heftige reacties op, maar ondanks alle sympathie voor de Armeniërs ondernamen de politici van de beide werelddelen geen concrete actie om in te grijpen.

## Bezetting van de Ottomaanse Bank
Gefrustreerd over het uitblijven van actie en de onverschilligheid van de wereld, bezetten op 26 augustus 1896 leden van de Armeense Revolutionaire Federatie de Ottomaanse Bank te Constantinopel om zo de moordpartijen opnieuw onder de aandacht te brengen. Hoewel de eisen van de Armeniërs werden afgewezen en een nieuw bloedbad in Constantinopel uitbrak, werd de daad door zowel de Europese als de Amerikaanse pers geprezen, waarin Abdülhami als de "grote moordenaar" en een "bloedige sultan" werd afgeschilderd. De grootmachten beloofden plechtig actie te ondernemen en nieuwe hervormingen af te dwingen, maar als gevolg van tegenstrijdige politieke en economische belangen kwam hier nooit iets van terecht.